# Örberga distrikt
Örberga distrikt är ett distrikt i Vadstena kommun och Östergötlands län. 
Distriktet ligger vid Vättern, sydväst om Vadstena. 

## Tidigare administrativ tillhörighet
Distriktet inrättades 2016 och utgörs av en del av området som Vadstena stad omfattade till 1971, delen som före 1967 utgjorde Örberga socken.
Området motsvarar den omfattning Örberga församling hade vid årsskiftet 1999/2000.